# Tuffi ai campionati mondiali di nuoto 2024 - Piattaforma 10 metri maschile
La competizione dei tuffi dalla piattaforma 10 metri maschile dei campionati mondiali di nuoto 2024 si è svolta il 9 e 10 febbraio 2024 presso il Centro Acquatico Hamad di Doha, in Qatar.
La gara, a cui hanno preso parte 45 tuffatori provenienti da 29 nazioni, si è svolta in tre turni, in ognuno dei quali l'atleta ha eseguito una serie di sei tuffi. Il sudcoreano Kim Yeong-taek, iscritto alla competizione, non ha gareggiato.
La competizione è stata vinta dal cinese Yang Hao, che ha preceduto sul podio il connazionale Cao Yuan e l'ucraino Oleksij Sereda.

## Programma
| Data             | Ora   | Turno       |
| ---------------- | ----- | ----------- |
| 9 febbraio 2023  | 12:32 | Preliminari |
| 10 febbraio 2023 | 10:02 | Semifinale  |
| 10 febbraio 2023 | 18:32 | Finale      |

## Risultati
| Pos.    | Atleta                   | Nazionalità    | Preliminari | Preliminari | Semifinale      | Semifinale      | Finale          | Finale          |
| Pos.    | Atleta                   | Nazionalità    | Punti       | Pos.        | Punti           | Pos.            | Punti           | Pos.            |
| ------- | ------------------------ | -------------- | ----------- | ----------- | --------------- | --------------- | --------------- | --------------- |
| Oro     | Yang Hao                 | Cina           | 497.70      | 2           | 468.15          | 3               | 564.05          | 1               |
| Argento | Cao Yuan                 | Cina           | 503.80      | 1           | 492.75          | 1               | 553.20          | 2               |
| Bronzo  | Oleksij Sereda           | Ucraina        | 446.40      | 5           | 441.70          | 5               | 528.65          | 3               |
| 4       | Randal Willars           | Messico        | 449.75      | 4           | 468.55          | 2               | 505.00          | 4               |
| 5       | Rylan Wiens              | Canada         | 415.95      | 9           | 456.95          | 4               | 489.20          | 5               |
| 6       | Kyle Kothari             | Gran Bretagna  | 398.10      | 11          | 409.00          | 11              | 482.20          | 6               |
| 7       | Noah Williams            | Gran Bretagna  | 451.95      | 3           | 439.70          | 6               | 479.05          | 7               |
| 8       | Brandon Loschiavo        | Stati Uniti    | 409.00      | 10          | 413.65          | 9               | 453.35          | 8               |
| 9       | Nathan Zsombor-Murray    | Canada         | 433.55      | 7           | 415.40          | 8               | 452.25          | 9               |
| 10      | Kevin Berlín             | Messico        | 435.80      | 6           | 410.60          | 10              | 389.25          | 10              |
| 11      | Robert Łukaszewicz       | Polonia        | 372.25      | 15          | 406.80          | 12              | 387.55          | 11              |
| 12      | Igor Myalin              | Uzbekistan     | 377.85      | 14          | 415.80          | 7               | 379.80          | 12              |
| 13      | Sebastián Villa          | Colombia       | 372.15      | 16          | 385.40          | 13              | Non qualificati | Non qualificati |
| 14      | Im Yong-myong            | Corea del Nord | 416.60      | 8           | 383.45          | 14              | Non qualificati | Non qualificati |
| 15      | Andreas Sargent Larsen   | Italia         | 365.85      | 18          | 361.15          | 15              | Non qualificati | Non qualificati |
| 16      | Riccardo Giovannini      | Italia         | 379.75      | 13          | 360.05          | 16              | Non qualificati | Non qualificati |
| 17      | Anton Knoll              | Austria        | 368.00      | 17          | 320.95          | 17              | Non qualificati | Non qualificati |
| 18      | Shin Jung-whi            | Corea del Sud  | 379.85      | 12          | 302.55          | 18              | Non qualificati | Non qualificati |
| 19      | Joshua Hedberg           | Stati Uniti    | 365.75      | 19          | Non qualificati | Non qualificati | Non qualificati | Non qualificati |
| 20      | Emanuel Vázquez          | Porto Rico     | 359.30      | 20          | Non qualificati | Non qualificati | Non qualificati | Non qualificati |
| 21      | Jaxon Bowshire           | Australia      | 357.35      | 21          | Non qualificati | Non qualificati | Non qualificati | Non qualificati |
| 22      | Yevhen Naumenko          | Ucraina        | 354.70      | 22          | Non qualificati | Non qualificati | Non qualificati | Non qualificati |
| 23      | Jorge Rodríguez          | Spagna         | 353.35      | 23          | Non qualificati | Non qualificati | Non qualificati | Non qualificati |
| 24      | Jaden Eikermann          | Germania       | 351.60      | 24          | Non qualificati | Non qualificati | Non qualificati | Non qualificati |
| 25      | Carlos Camacho           | Spagna         | 350.70      | 25          | Non qualificati | Non qualificati | Non qualificati | Non qualificati |
| 26      | Jesus González           | Venezuela      | 347.10      | 26          | Non qualificati | Non qualificati | Non qualificati | Non qualificati |
| 27      | Enrique Harold           | Malaysia       | 340.40      | 27          | Non qualificati | Non qualificati | Non qualificati | Non qualificati |
| 28      | Isak Børslien            | Norvegia       | 338.15      | 28          | Non qualificati | Non qualificati | Non qualificati | Non qualificati |
| 29      | Nathan Brown             | Nuova Zelanda  | 331.10      | 29          | Non qualificati | Non qualificati | Non qualificati | Non qualificati |
| 30      | Carlos Ramos             | Cuba           | 329.45      | 30          | Non qualificati | Non qualificati | Non qualificati | Non qualificati |
| 31      | Leonardo García          | Colombia       | 318.75      | 31          | Non qualificati | Non qualificati | Non qualificati | Non qualificati |
| 32      | Jellson Jabillin         | Malaysia       | 318.10      | 32          | Non qualificati | Non qualificati | Non qualificati | Non qualificati |
| 33      | Omar El-Sayed            | Egitto         | 315.10      | 33          | Non qualificati | Non qualificati | Non qualificati | Non qualificati |
| 34      | Shen Lee                 | Singapore      | 313.50      | 34          | Non qualificati | Non qualificati | Non qualificati | Non qualificati |
| 35      | Athanasios Tsirikos      | Grecia         | 305.30      | 35          | Non qualificati | Non qualificati | Non qualificati | Non qualificati |
| 36      | Dariush Lotfi            | Austria        | 290.15      | 36          | Non qualificati | Non qualificati | Non qualificati | Non qualificati |
| 37      | Ko Che-won               | Corea del Nord | 281.20      | 37          | Non qualificati | Non qualificati | Non qualificati | Non qualificati |
| 38      | Luis Avila Sanchez       | Germania       | 272.20      | 38          | Non qualificati | Non qualificati | Non qualificati | Non qualificati |
| 39      | Kai Kaneto               | Giappone       | 261.30      | 39          | Non qualificati | Non qualificati | Non qualificati | Non qualificati |
| 40      | Constantin Popovici      | Romania        | 257.10      | 40          | Non qualificati | Non qualificati | Non qualificati | Non qualificati |
| 41      | Ningthoujam Wilson Singh | India          | 254.85      | 41          | Non qualificati | Non qualificati | Non qualificati | Non qualificati |
| 42      | Luke Sipkes              | Nuova Zelanda  | 252.00      | 42          | Non qualificati | Non qualificati | Non qualificati | Non qualificati |
| 43      | Walter Rojas             | Venezuela      | 241.90      | 43          | Non qualificati | Non qualificati | Non qualificati | Non qualificati |
| 44      | Aleksa Teofilović        | Serbia         | 234.95      | 44          | Non qualificati | Non qualificati | Non qualificati | Non qualificati |
| 45      | Ramez Sobhy              | Egitto         | 233.50      | 45          | Non qualificati | Non qualificati | Non qualificati | Non qualificati |
| dns     | Kim Yeong-taek           | Corea del Sud  | dns         | dns         | dns             | dns             | dns             | dns             |